# ایچیکاوا، هیوگو
ایچیکاوا، هیوگو (به لاتین: Ichikawa, Hyōgo) یک منطقهٔ مسکونی در ژاپن است که در Kanzaki District واقع شده‌است. ایچیکاوا ۱۴٬۳۰۵ نفر جمعیت دارد.

## خواهرخوانده
شهر رزنهایم خواهرخواندهٔ ایچیکاوا، هیوگو هست.